# Rudolf Opitz (Politiker)
Rudolf Opitz (* 11. September 1920 in Münster; † 25. September 1997 ebenda) war ein deutscher Politiker (FDP). Er war von 1961 bis 1969 und von 1972 bis 1976 Mitglied des Deutschen Bundestages.

## Leben und Beruf
Nach dem Besuch der Volksschule und der Oberrealschule in Münster absolvierte Opitz seit 1936 eine Lehre im elterlichen Geschäft. Er beendete seine Ausbildung mit der Gehilfenprüfung und bestand 1944 die Meisterprüfung als Fotograf. Von 1939 bis 1945 nahm er als Soldat am Zweiten Weltkrieg teil und wurde bei der Luftwaffe eingesetzt. Nach 1945 war er am Wiederaufbau des im Krieg durch Bomben zerstörten Fotogeschäfts beteiligt, welches er später leitete.

## Partei
Opitz beantragte am 20. Juni 1939 die Aufnahme in die NSDAP und wurde zum 1. September desselben Jahres aufgenommen (Mitgliedsnummer 7.193.644). Er schloss sich dann 1950 der FDP an und war Mitglied im Landesvorstand der FDP Nordrhein-Westfalen.

## Abgeordneter
- Opitz war seit 1956 Ratsmitglied der Stadt Münster und wurde dort 1961, nach dem Tod seines Vorgängers August Kreienschulte, zum Vorsitzenden der FDP-Fraktion gewählt. * Dem Deutschen Bundestag gehörte er von 1961 bis 1969 sowie vom 2. Mai 1972, als er für den ausgeschiedenen Abgeordneten Gerhard Kienbaum nachrückte, bis 1976 an. Er war stets über die Landesliste der FDP Nordrhein-Westfalen ins Parlament eingezogen.
- 14. Juni 1974 Verleihung des Komturkreuzes des Ordens des Aztekischen Adlers
- 25. März 1981 Verleihung des grossen Verdienstkreuzes

Im Bundestag war Opitz Mitglied im Ausschuss für Mittelstandsfragen und im Ausschuss für den wirtschaftlichen Besitz des Bundes (1961 bis 1965), im Ausschuss für Wirtschaft und Mittelstandsfragen (1965 bis 1969), im Ausschuss für Wirtschaft und im Ausschuss für wirtschaftliche Zusammenarbeit (1972 bis September 1975), im Finanzausschuss (1972) sowie im Auswärtigen Ausschuss (Herbst 1975 bis 1976).